# Hr3
hr3 est une radio publique musicale allemande, appartenant au groupe Hessischer Rundfunk.

## Histoire
Pendant ses premières années, le troisième programme est une radio de niche où sont diffusées les premières émissions de l'ARD en langues étrangères. Des programmes culturelles s'ajoutent après. Mais ensuite elle devient une radio pour les automobilistes de la Hesse en diffusant de la musique populaire ; un petit avion survole les routes embouteillées. À partir de 1981, la musique est de la pop et du rock.
À la fin des années 1970, les animateurs Tania et Tobi développent une émission humoristique comme dans le privé.
En 2001, les programmes ne sont plus nommés par nom, mais selon le moment de la journée : la matinale, l'émission de midi... En cherchant une sorte d'unité, le but est d'augmenter l'audience. À 23 h, la programmation est consacrée à la musique dans plusieurs styles.
Susanne Fröhlich y anime l'émission Ausgehspiel de 1984 à l'été 2007.
En janvier 2009, trois émissions des années 2000 sont supprimées. Le vendredi, on entend uniquement de la musique germanophone.